# 李德仲
李德仲（1912年—2007年1月28日），原名李国选，曾用名李凯、李岂凡、李默然等，奉天蓋平县（今辽宁盖州市）人，中国政治人物，曾任吉林省委副书记、代书记，中国科学院物理研究所党委书记、院党组成员、院副秘书长等职务。

## 生平
1931年九一八事变后，从东北大学投笔从戎参加抗日救亡运动。1932年参加革命。1933年加入中国共产党。1934年任河北省委交通员、省委特派员。1934年7月，河北省委特派员李德仲来到定县、无极等县恢复党组织，与张寒晖接上了组织关系。1934年冬至1935年李德仲任定县中心县委书记。经过一年对定县和其他县的地下党的整顿、恢复、重建之后，陆续与隐蔽下来的地下党 员建立关系，基本上恢复了处于瘫痪状态的党组织，1935年10月建立了以李德仲为书记的定（县）无（极）藁（城）中心县委，领导17个县的党组织。1936年5月北方局在北平成立中共东北工作特别委员会（简称“东特”），书记苏梅，副书记李德仲。1937年1月至9月直中特委秘书长。
第一、第六、第七届全国政协委员。 

## 家人
- 女儿李群力
- 女儿李娜